# راجر و من
راجر و من (به انگلیسی: Roger & Me) فیلمی ۹۱ دقیقه‌ای به کارگردانی مایکل مور با بازی مایکل مور است.
مایکل مور با بازگشت به فلینت ، زادگاهش، در مورد اخراج کارگران جنرال موتورز و انتقال کارخانه به کشورهای جهان سوم به دلیل نیروی کار ارزان و بیکار شدن عدهٔ زیادی از مردم شهر این فیلم را می‌سازد.